# Adolfo Rivoir
Adolfo Rivoir (Vallecrosia, 7 ottobre 1895 – 1º aprile 1973) è stato un generale italiano decorato di medaglia d'oro al valor militare a vivente nel corso della seconda guerra mondiale.

## Biografia
Comandante del Battaglione alpini Edolo, appartenente alla Divisione Tridentina, partecipò ai combattimenti sul fronte greco durante la seconda guerra mondiale con il grado di tenente colonnello. Il 13 dicembre 1940 condusse il proprio reparto nel corso di duri scontri nella valle di Dushar. Ricevuto da parte del comando di teatro l'ordine di resistere ad oltranza a quota 1822, con poco più di un centinaio di effettivi si oppose a tre battaglioni greci, fermandone l'avanzata per tre giorni. Il 15 dicembre (battaglia di Dushar), mentre comandava i suoi uomini nella difesa delle posizioni sul Varri Lamit, con grave rischio personale, Rivoir rimase gravemente ferito al petto. Per il valore dimostrato nell'occasione, gli fu successivamente assegnata la medaglia d'oro al valor militare. I superstiti del battaglione (5 ufficiali e 23 tra alpini e Guardie di Finanza), ripiegarono su altre posizioni.
Successivamente, con il grado di colonnello, Rivoir assunse il comando del 5º Reggimento alpini, e si trovava in questa posizione quando giunse notizia dell'armistizio di Cassibile nel settembre 1943.
Di fede evangelica, Rivoir rifiutò di aderire alla Repubblica Sociale Italiana, e fu di conseguenza catturato ed internato in diversi campi di concentramento tedeschi. Pur essendo prigioniero, trovò il modo di nascondere la bandiera di combattimento del suo reggimento avvolgendola intorno al corpo, completa di punta dell'asta e decorazioni al valore. Conservò la bandiera per due anni, fino a quando non la riconsegnò al Ministero della difesa al suo rientro in Italia nel settembre 1945.
Ripresa la carriera nell'Esercito Italiano, Rivoir assunse una serie di comandi di prestigio. Il 1º settembre del 1948 assunse il comand del 6º Reggimento Alpini di stanza a Merano, fino al 15 settembre 1949. In seguito fu trasferito alla Scuola Militare della Nunziatella di Napoli, quale comandante e direttore, fino al 6 Dicembre 1951..
Conclusa la carriera militare con il grado di generale di corpo d'armata, Rivoir è morto il 1º aprile 1973.
Al generale Rivoir è dedicato il gruppo di Luserna San Giovanni - Sezione di Pinerolo, dell'Associazione Nazionale Alpini.